# لو منوکس
لو منوکس (به فرانسوی: Le Menoux) یک کمون در فرانسه است که در اندر واقع شده‌است. لو منوکس ۵٫۵۸ کیلومتر مربع مساحت و ۴۵۵ نفر جمعیت دارد و ۱۶۰ متر بالاتر از سطح دریا واقع شده‌است.